# Riolunato
Riolunato là một đô thị ở tỉnh Modena thuộc vùng Emilia-Romagna, có vị trí cách khoảng 60 km về phía tây nam của Bologna và khoảng 50 km về phía tây nam của Modena. Tại thời điểm ngày 31 tháng 12 năm 2004, đô thị này có dân số 738 người và diện tích 45,2 km². 
Riolunato giáp các đô thị: Fiumalbo, Frassinoro, Lama Mocogno, Montecreto, Palagano, Pievepelago, Sestola.

## Thành phố kết nghĩa
- Tórshavn, Đan Mạch